# John Smeaton
John Smeaton FRS (Austhorpe, 8 de junho de 1724 — Austhorpe, 28 de outubro de 1792) foi um engenheiro civil inglês.
Frequentemente tratado como o "pai da engenharia civil" (proclamou-se inclusive como o primeiro engenheiro civil), conhecido também como o Patrono da Engenharia, contribuiu e foi responsável pelo projeto de pontes, canais, portos e faróis. Também foi um engenheiro mecânico competente e um eminente físico. Foi associado à Lunar Society. Está enterrado na Abadia de Westminster.

## Coeficiente de Smeaton
Em seu artigo de 1759 "Uma Investigação Experimental Sobre os Poderes Naturais da Água e do Vento para Girar Moinhos e Outras Máquinas Dependendo do Movimento Circular" Smeaton desenvolveu os conceitos e dados que se tornaram a base para o coeficiente de Smeaton, a equação de sustentação usada pelos irmãos Wright, possui a forma:
{\displaystyle L=kV^{2}AC_{l}\,}
Onde:
{\displaystyle L} é a elevação
{\displaystyle k} é o coeficiente de Smeaton (veja a nota abaixo)
{\displaystyle V} é a velocidade
{\displaystyle A} é a área em pés quadrados
{\displaystyle C_{l}} é o coeficiente de sustentação (a sustentação em relação ao arrasto de uma placa da mesma área)
Os irmãos Wright determinaram com túneis de vento que o valor do coeficiente de Smeaton de 0,005 estava incorreto e deveria ser 0,0033. Na análise moderna, o coeficiente de sustentação é normalizado pela pressão dinâmica em vez do coeficiente de Smeaton.

## Engenharia civil

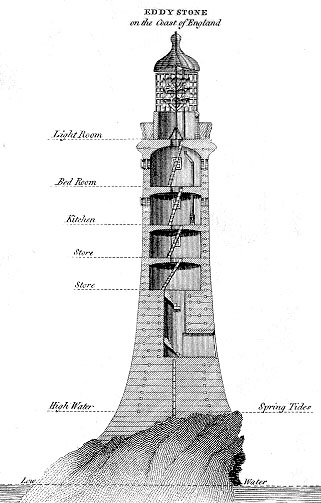
Farol de Smeaton

Smeaton é importante na história, redescobrindo e desenvolvendo o cimento moderno, identificando os requisitos de composição necessários para obter "hidraulicidade" na cal; trabalho que levou finalmente à invenção do cimento Portland. O cimento Portland levou ao ressurgimento do concreto como um material de construção moderno, em grande parte devido à influência de Smeaton.

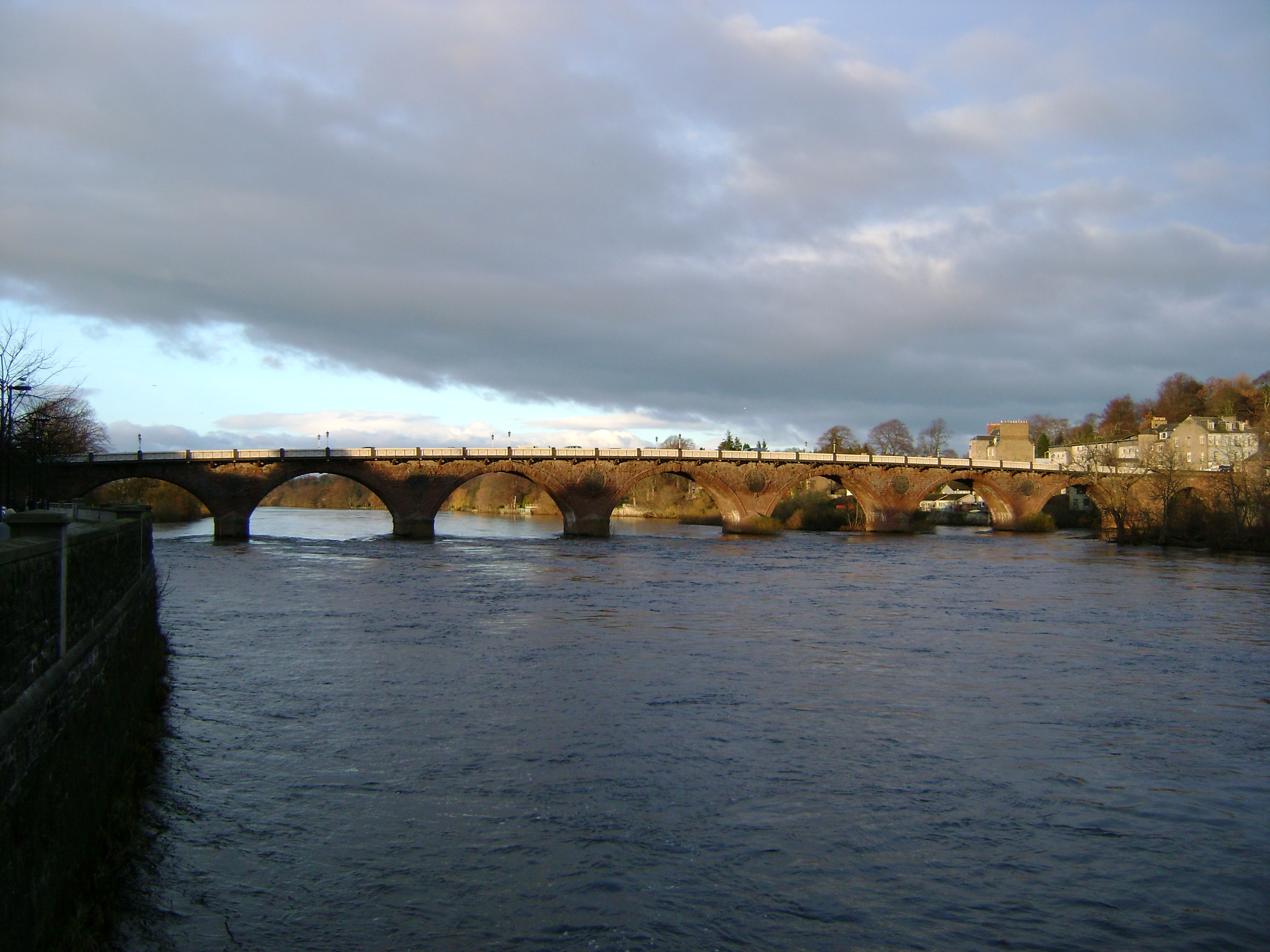
Ponte de Perth, sobre o rio Tay

Recomendado pela Royal Society, Smeaton projetou o terceiro farol de Eddystone (1755–1759). Ele foi pioneiro no uso de 'cal hidráulica' (uma forma de argamassa que irá definir debaixo de água) e desenvolveu uma técnica que envolve articulados blocos de granito no edifício do farol. Seu farol permaneceu em uso até 1877, quando a rocha subjacente às fundações da estrutura começou a sofrer erosão; foi desmontado e parcialmente reconstruído em Plymouth Hoe, onde é conhecido como Torre de Smeaton.
Decidindo que queria se concentrar no lucrativo campo da engenharia civil, ele iniciou uma extensa série de projetosː
- Ponte Coldstream sobre o rio Tweed (1763-66)
- Melhorias na navegação do rio Lee (1765-70)
- Cais de Smeaton em St. Ives, Cornwall (1767-70)
- Ponte de Perth sobre o rio Tay em Perth (1766-1771)
- Canal Ripon (1766–1773)
- Viaduto de Smeaton, que carrega a estrada A616 (parte da Great North Road original) sobre o rio Trent entre Newark e South Muskham em Nottinghamshire (1768-70)
- Porto de Banff (1770-75)
- Ponte Aberdeen (1775-80)
- Porto de Peterhead (1775-1881)
- Obras do porto em Ramsgate (bacia de retenção 1776-83; cais 1788-1792)
- Ponte Hexham (1777-90)
- o Canal de Birmingham e Fazeley (1782-89)
- Porto de St Austell 's Charlestown na Cornualha (1792)
- entre outros projetos...

Smeaton é considerado a primeira testemunha perita a comparecer em um tribunal inglês. Por causa de sua experiência em engenharia, ele foi chamado para testemunhar em tribunal para um caso relacionado ao assoreamento do porto de Wells-next-the-Sea em Norfolk em 1782.

## Engenheiro mecânico
Empregando suas habilidades como engenheiro mecânico, ele desenvolveu uma máquina de água para o Royal Botanic Gardens em Kew em 1761 e um moinho de água em Alston , Cumbria em 1767 (alguns acreditam que ele inventou o eixo de ferro fundido para rodas d'água). Em 1782 ele construiu o Chimney Mill em Spital Tongues em Newcastle upon Tyne, o primeiro moinho de 5 velas na Grã-Bretanha. Ele também melhorou o motor atmosférico de Thomas Newcomen, um na mina Chacewater, Wheal Busy, na Cornualha, em 1775.
Em 1789, Smeaton aplicou uma ideia de Denis Papin, usando uma bomba de força para manter a pressão e o ar fresco dentro de um sino de mergulho. Este sino, construído para o projeto da ponte Hexham, não foi planejado para trabalho subaquático, mas em 1790 o projeto foi atualizado para permitir que fosse usado debaixo d'água no quebra-mar no porto de Ramsgate. Smeaton também é responsável por explicar as diferenças fundamentais e os benefícios das rodas d'água com prognatismo superior e inferior. Smeaton fez experiências com a máquina a vapor Newcomen e fez melhorias marcantes na época em que James Watt estava construindo seus primeiros motores (c.  do fim da década de 1770).